# Blatina kraj Prožure
Das FFH-Gebiet Blatina kraj Prožure liegt auf der Insel Mljet in der Gespanschaft Dubrovnik-Neretva im Süden Kroatiens. Das etwa 2,2 ha große Schutzgebiet umfasst einen Brackwassersee in einer Karstsenke, dessen Wasseroberfläche zwischen 2 und 2,7 ha schwankt. Damit die sie Blatina bei Prožure der kleinste derartige See auf der Insel Mljet. Im See wachsen unter anderem Armleuchteralgen.
Das Wasser im See ist brackig, da eine Verbindung zum Meer besteht. Umgeben ist der See von Steineichenwald.

## Schutzzweck

### Lebensraumtypen
Folgende Lebensraumtypen nach Anhang I der FFH-Richtlinie sind für das Gebiet gemeldet:
| EU Code | * | Lebensraumtyp (offizielle Bezeichnung)                                                     | Fläche [ha] |
| ------- | - | ------------------------------------------------------------------------------------------ | ----------- |
| 3140    |   | Oligo- bis mesotrophe kalkhaltige Gewässer mit benthischer Vegetation aus Armleuchteralgen |             |